# Serica eberti
Serica eberti är en skalbaggsart som beskrevs av Frey 1965. Serica eberti ingår i släktet Serica och familjen Melolonthidae. Inga underarter finns listade i Catalogue of Life.